# Blitz (film 2024)
Blitz è un film del 2024 prodotto, scritto e diretto da Steve McQueen.

## Trama
Londra, 1940. Mentre la capitale britannica è bombardata dai nazisti, la giovane Rita decide di far evacuare in campagna il figlio George. Il bambino però, deciso a rimanere con la madre, salta dal treno e intraprende un'odissea per tornare a casa.

## Produzione
Nell'ottobre 2021 è stato annunciato che Steve McQueen avrebbe scritto, diretto e prodotto un film intitolato Blitz per New Regency; nel giugno 2022 Apple TV+ ha acquistato i diritti di distribuzione del film, mentre nel settembre seguente Saoirse Ronan si è unita al progetto nel ruolo della protagonista. Le riprese sono iniziate a Londra nel novembre dello stesso anno e sono proseguite fino al febbraio 2023 coinvolgendo i Warner Bros. Studios, zone di Londra come Greenwich, Wapping e la stazione di Waterloo, nonché il centro storico di Kingston upon Hull.

## Promozione
Il primo trailer è stato diffuso il 19 settembre 2024.

## Distribuzione
Il film è stato presentato in anteprima assoluta alla Royal Festival Hall il 9 ottobre 2024 in occasione del BFI London Film Festival, prima di approdare nelle sale britanniche e statunitensi in distribuzione limitata il 1º novembre successivo; la distribuzione sulla piattaforma Apple TV+ è prevista per il 22 novembre seguente.

## Accoglienza
Rotten Tomatoes riporta un indice di gradimento del 94% a fronte di 17 recensioni.